# Desert del Gran Llac Salat
El Desert del Gran Llac Salat (en anglès: Great Salt Lake Desert) està format per un llac sec al nord de l'estat dels Estats Units de Utah, ubicat a l'oest del Gran Llac Salat. És una regió àrida que s'estén a l'oest del Gran Llac Salat fins a la frontera de l'estat de Nevada. Cobreix una superfície d'uns 10.000 km². L'oasi més gran es diu Fish Springs Range que té aigües calentes i de gran salinitat. Al desert hi ha la reserva índia Skull Valley. La sorra de la zona és blanca degut a l'alta concentració de sal comuna (halita) del sòl. La sal prové principalment de dipòsit evaporítics deixats per l'extint Llac Bonneville, del qual només romanen el Gran Llac salat i el Llac Utah.

## Clima[1]
És un desert amb altituds compreses entre 800 i 1500. El desert és fred durant l'hivern, amb neu, i càlid a l'estiu, però no tant com els deserts adjacents del sud.
La majoria del desert rep menys de 200 mm de pluja anual amb més precipitacions en la part càlida de l'any.

## Flora
Principalment quenopodiàcies més o menys halòfites i l'arbust sagebush (Artemisia) en pujar en altitud milloren les precipitacions i descendeix la salinitat del sòl per la qual cosa apareixen boscos de coníferes.

## Història
En la dècada de 1840, els emigrants de l'oest van fer servir la ruta Hastings que travessava 130 km del desert del Gran Llac per reduir la distància amb Califòrnia. El 1846 l'expedició Donner va trobar grans dificultats en fer el pas a través de la ruta Hastings i va haver d'hivernar a la Sierra Nevada dels Estats Units. El 1956, es va fer una carretera interestatal que evitava el pas anterior del desert, seguidament una línia de ferrocarril s'hi va establir. Va haver-hi bases militars fins a 1986.

## Referències

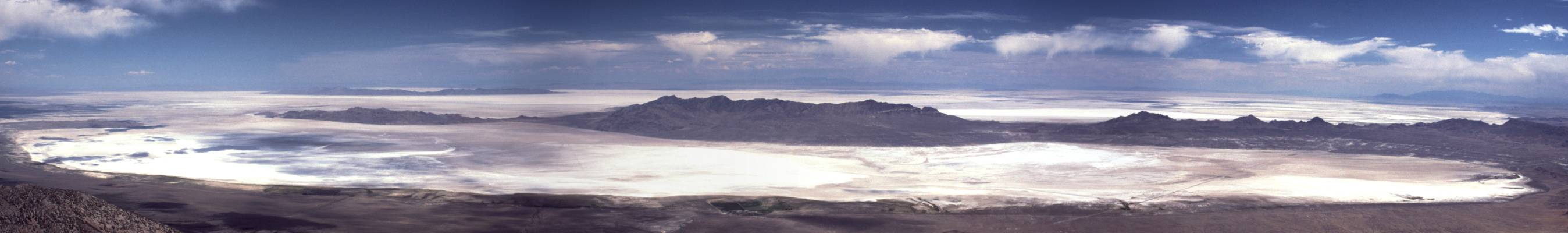
El desert vist des de Pilot Peak